# Käthe Odwody
Käthe Odwody geb. Katharina Wanek (geboren am 6. März 1901 in Hulken, Mähren; gestorben am 23. September 1943 in Wien) war eine österreichische Hilfsarbeiterin, Betriebsrätin und Widerstandskämpferin gegen  die Dollfuß-Diktatur und gegen das NS-Regime. Ihr Deckname innerhalb der Siegl-Gruppe war Walli. Sie wurde von der NS-Justiz zum Tode verurteilt und am 23. September 1943 gemeinsam mit zwei weiteren Widerstandskämpfern im Wiener Landesgericht mit dem Fallbeil hingerichtet.

## Leben
Die Landarbeiter Franz und Maria Wanek lebten im südmährischen Städtchen Hluk und hatten sechs Kinder, Käthe war die jüngste der sechs. 1905 kam die Familie nach Wien, Käthe absolvierte hier sechs Klassen der Volksschule in Wien-Favoriten und arbeitete anschließend in verschiedenen Unternehmen als Hilfsarbeiterin. 1921 heiratet sie den Schlossergehilfen Franz Odwody (geboren am 18. Oktober 1895), der 1922 in die Vereinigten Staaten auswanderte, jedoch 1924 zurückkehrte. 
1923 wurde sie Gewerkschaftsmitglied, ab 1924 arbeitete sie in der Ankerbrot-Fabrik in Favoriten. Rasch gewann sie das Vertrauen der Belegschaft und wurde zur Betriebsrätin gewählt. Die Arbeiter der Ankerbrot-Fabrik wiesen von jeher einen hohen gewerkschaftlichen Organisationsgrad auf und waren seit ihrer Gründung 1891 mehrmals Schauplatz von Arbeitskämpfen. 1918 bildete sich zum Schutz der Fabrik eine rund tausend Mann starke Arbeiterwehr, eine der damals stärksten Organisationen Wiens. Während der Februaraufstände 1934 befand sich hier ein Stützpunkt sowohl des Republikanischen Schutzbundes, als auch der Sozialdemokratischen Partei. Die Ankerbrot-Arbeiter folgten dem Streikaufruf der Gewerkschaften, es kam zur bewaffneten Auseinandersetzung mit dem Dollfuß-Regime. Der Ankerbrot-Arbeiter und Schutzbündler Alexander Scheck wurde erschossen, der Widerstand gebrochen.
Nach den Februarkämpfen wurde Käthe Odwody verhaftet und blieb von 17. Februar bis 11. Mai 1934 in Haft. Sie wurde wegen „Aufstand und Hochverrat“ angeklagt, soll in der Kutscherkantine der Ankerbrotfabrik die Maschinengewehrgurte der Februarkämpfer mit Patronen bestückt haben. Zwar wurde sie freigesprochen, jedoch wurde ihr zugleich der Anspruch auf Haftentschädigung versagt, weil der „Verdacht der Teilnahme am Aufruhr nicht entkräftigt“ worden sei. Durch die Verhaftung hatte sie auch ihren Arbeitsplatz verloren. Sie blieb bis 1938 arbeitslos.
1938, nach dem Anschluss Österreichs an das Deutsche Reich, wurden die in jüdischem Familienbesitz befindlichen Ankerbrot-Werke unter dem Titel Arisierung von den Nationalsozialisten enteignet. Als auch noch die Steuern an das reichsdeutsche Niveau angehoben, die Löhne aber eingefroren wurden, fanden Streiks in der Fabrik statt. Diese wurden von der Gestapo Wien gewaltsam beendet. Odwody arbeitet nunmehr wieder im Betrieb, schloss sich der Kommunistischen Partei Österreichs an, kassierte Mitgliedsbeiträge und verteilte heimlich die Parteizeitschrift, Die Rote Fahne. Im Herbst 1940 wurde sie in die KP-Bezirksleitung von Wien-Favoriten gewählt und beteiligte sich in der sogenannten „Siegl-Gruppe“. Der Gruppenname bezog sich auf den Decknamen des Widerstandskämpfers und Bezirksleiters von Favoriten, Rudolf Fischer.
Am 29. April 1941 wurden Fischer und seine Frau Maria Fischer, Odwody und deren Mann von der Gestapo Wien verhaftet und verhört. Franz Odwody wurde der Mitwisserschaft verdächtigt, jedoch am 17. Mai 1941 auf freien Fuß gesetzt. Käthe Odwody wurde wegen „Vorbereitung zum Hochverrat“ angeklagt und schließlich am 9. November 1942 vom Volksgerichtshof zum Tode verurteilt. Sie teilte sich mit Anna Muzik zeitweise die Todeszelle. Die Hinrichtung durch die Guillotine erfolgte am 23. September 1943.

„Das Todesurteil wurde an den Verurteilten Karl Tomasek, Anna Muzik und Katharina Odwody am 23. 9. 1943 in der Zeit von 18 Uhr 07 bis 18 Uhr 23 vollstreckt. Die Vollstreckungen verliefen ohne Besonderheiten und dauerten jeweils wenige Sekunden.“

Käthe Odwody wurde in der Schachtgräberanlage der Gruppe 40 (Reihe 25/Grab 122) des Wiener Zentralfriedhofes bestattet, gemeinsam mit der am selben Tag hingerichteten Anna Muzik. Rudolf Fischer war bereits am 28. Jänner 1943 hingerichtet worden, er liegt in Reihe 35, Grab 195. Marie Fischer wurde am 30. März 1943 geköpft, sie wurde – getrennt von ihrem Mann – in Reihe 29, Grab 157 bestattet.

## Gedenken
Zwei Gedenktafeln und eine nach ihr benannte Straße erinnern an Käthe Odwody:
- Bereits 1946 wurde an ihrem früheren Arbeitsplatz, der Ankerbrot-Fabrik in der Absberggasse 35, eine Gedenktafel zu Ehren Odwodys und folgender weiterer Widerstandskämpfer gegen Austrofaschismus und NS-Regime enthüllt:
  - Alexander Scheck (Mitglied des Schutzbundes, erschossen am 13. Februar 1934)
  - Franz Misek (hingerichtet am 19. September 1944)
  - Ludwig Führer (hingerichtet am 5. Dezember 1944)

- Ihr Name findet sich auch auf der Gedenktafel im ehemaligen Hinrichtungsraum des Wiener Landesgerichts.[1]

- Im Jahr 2004 beschloss der Gemeinderatsausschuss für Kultur, eine neue Straße in Wien-Favoriten nach ihr zu benennen, die Käthe-Odwody-Gasse am Siedlungs- und Wohngebiet Monte Laa. Sie führt von der Laaer-Berg-Straße zum Kindergartenbereich des Campus Monte Laa und verläuft parallel zu Urselbrunnengasse und Rudolf-Friemel-Gasse, letztere benannt nach dem im KZ Auschwitz ermordeten Widerstandskämpfer Rudolf Friemel.[2][3]